# Пагорені (газоконденсатне родовище)
Пагорені — газоконденсатне родовище на сході Перу, розробка якого провадиться в межах розширення проекту Камісеа.

## Опис
Відкрите компанією SEPP (Shell Exploradora y Productora del Peru) у 1998 році внаслідок буріння розвідувальної свердловини Pagoreni-1X. В ході її спорудження довелось забурювати бокові стволи, у другому з яких — Pagoreni-1S2 — нарешті вдалося провести каротаж і встановити наявність покладів вуглеводнів, виявлених на глибині 1713 метрів у формації Lower Nia, в колишніх дюнах, створених еоловими процесами протягом пермського періоду.
В рік відкриття Пагорені Shell вирішила полишити перуанський проект, зокрема через нестабільну військово-політичну ситуацію, пов'язану з боротьбою проти комуністичного угруповання «Сендеро Луміносо». Через шість років за продовження робіт на блоці 56 (в якому знаходиться Пагорені) взявся новий консорціум за участі американської HuntOil та південнокорейської SK Group, які того ж 2004 року розпочали виробництво на родовищі Сан-Мартін у сусідньому блоці 88. Протягом 2006—2008 років на родовищі було пробурено додаткові свердловини (Pagoreni-1001, Pagoreni-1002ST, Pagoreni-1003ST, Pagoreni-1004D, Pagoreni-1005D, Pagoreni-1006D), які встановили також продуктивність більш глибоких пермських формацій Noi та Ene.
Проведений компанією DeGolyer&MacNaughton аудит засвідчив наявність станом на кінець 2011 року підтверджених залишкових запасів (категорія Р1) у розмірі 82 млрд.м3 (ймовірні запаси — категорія Р2 — визначені лише у 1 млрд.м3).
Видобуток на Пагорені розпочався у 2008 році, при цьому до 2010 року його газ використовувався для здійснення ресайклінгу (закачування у пласт) на родовищі Сан-Мартін.
Для підготовки продукції на газопереробному заводі Malvinas встановили нове обладнання потужністю до 20 млн. м³ на добу, яке вилучає з газу Пагорені воду та фракції С3+ (ЗНГ, конденсат). Продукція родовища, так само як і інших за проектом Камісеа, поставляється до узбережжя газопроводом Камісеа-Ліма та трубопроводом для ЗНГ Камісеа-Піско.